# Amadeu IV de Genebra
Amadeu IV de Genebra (? - †1369) foi Condes de Genebra de 1367 até 1369. Um dos dez filhos de Amadeu III de Genebra e de Matilde de Auvérnia que estiveram à frente do condado, Amadeu sucedeu ao seu irmão primogénito Aimão III que só tinha ficado à frente do condado durante sete meses por ter morrido quando, muito doente regressava da  Cruzada saboiarda.

## Política
Modificou a política do condado seguida até essa altura em relação à Casa de Saboia e apoiou o bispo de Lausanne e de Genebra contra o seu primo Amadeu IV de Saboia .
Amadeu parece ter ter entrado em acordo com o primo a 13 Mai 1368, altura em que lhe prestou homenagem na corte de Genebra. Partiu com ele para Itália para submeter Filipe II do Piemonte e estava presente durante o seu julgamento.
| Antecessor           | Amadeu IV de Genebra (?- †1369) | Sucessor          |
| -------------------- | ------------------------------- | ----------------- |
| Aimão III de Genebra | Conde de Genebra 1367- 1369     | João I de Genebra |